# Thorald Læssøe
Thorald Læssøe, född 25 juni 1816 i Frederikshavn i Nordjylland, död 25 mars 1878 i Köpenhamn, var en dansk konstnär.

## Biografi
Læssøe studerade först för djurmålaren Christian Holm(da) och därefter vid Konstakademin 1834–1839. Under en period studerade han även för Christen Købke som kom att starkt påverka honom, i synnerhet under sina tidiga år då hans verk ofta sammanblandas med dennes. Hans målade främst djur, landskap och arkitektur och umgicks i kretsen runt Johan Thomas Lundbye och Peter Christian Skovgaard. Åren 1838–1843 tillhörde han den nationalromantiska rörelsen och sålde flera målningar till Den Kongelige Malerisamling, idag Statens Museum for Kunst. 
Likt många av tidens danska konstnärer tillbringade han långa perioder i Italien (1844–1857 och 1866–1868) där han målade framför allt motiv från den romerska campagnan. I Rom var hans närmaste konstnärsvänner Lundbye, Jens Adolf Jerichau och Lorenz Frølich, som liksom han förde guldålderns ideal och kultur vidare.

## Familj
Thorald Læssøe var son till köpmannen Niels Frederik Læssøe och Margrethe Juliane Signe Læssøe, dotter till författaren Werner Abrahamson. Hans bröder var prästen Kristian Frederik Læssøe, officeren Frederik Læssøe och numismatikern Ludvig Læssøe(da). Genom den senare var han farbror till konstnären Augusta Læssøe(da). 

## Bildgalleri
Læssøe är representerad vid Nationalmuseum, Statens Museum for Kunst och Thorvaldsens Museum.

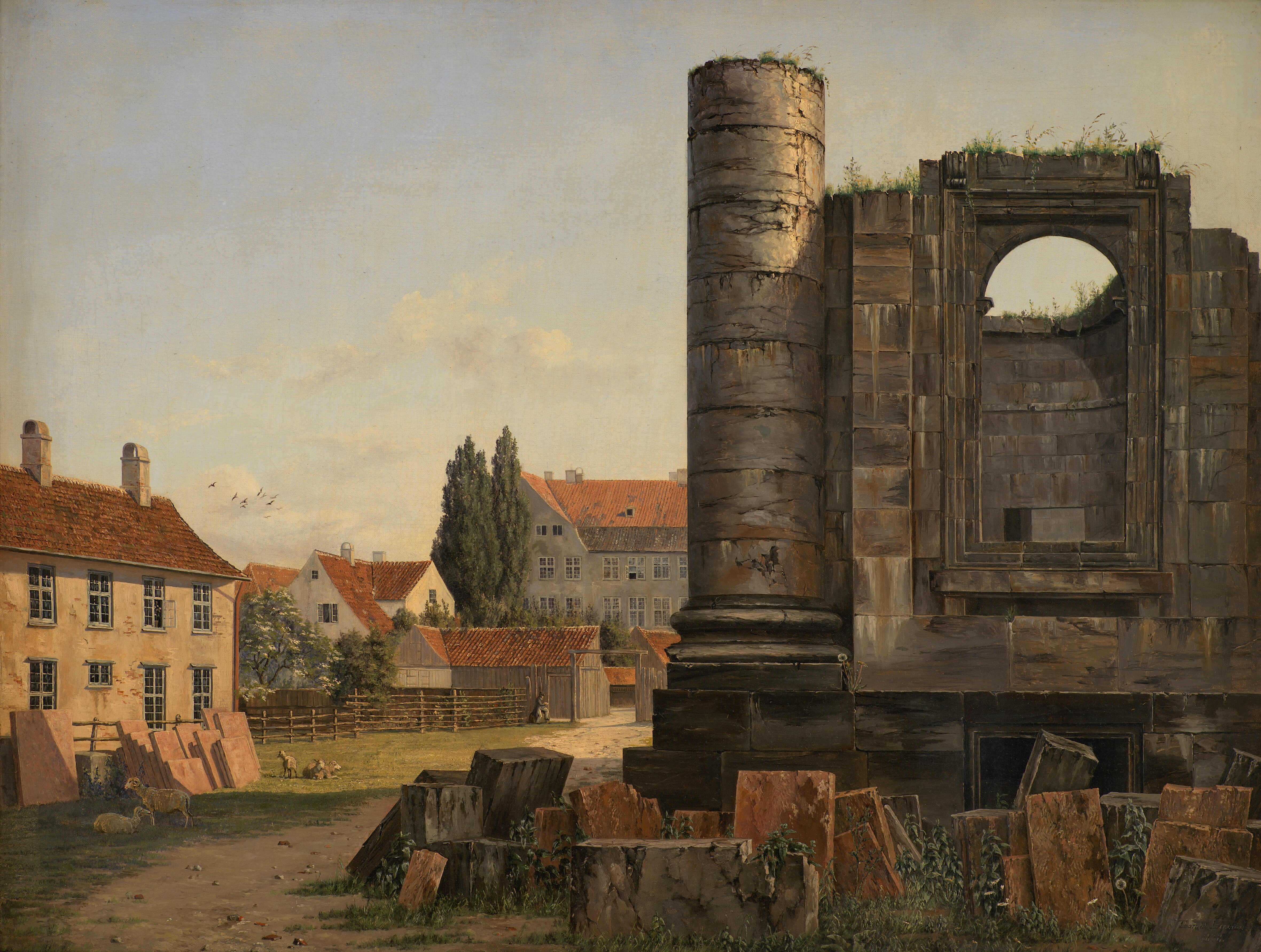
Utsikt över Marmorplatsen med ruinerna av den ofullbordade Frederikskirke (1838), Statens Museum for Kunst.
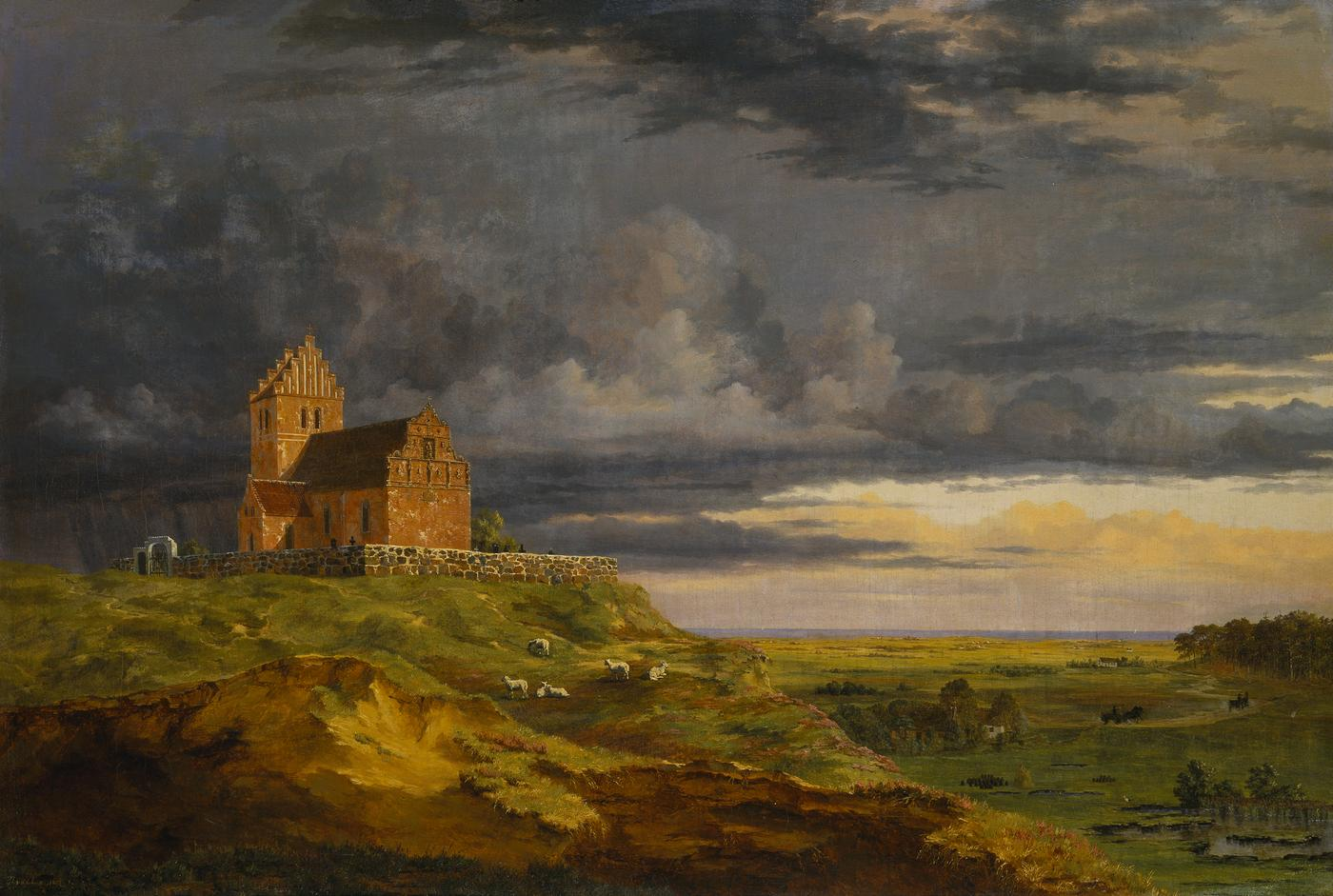
Valløby Kirke på Själland (1839), Thorvaldsens Museum.
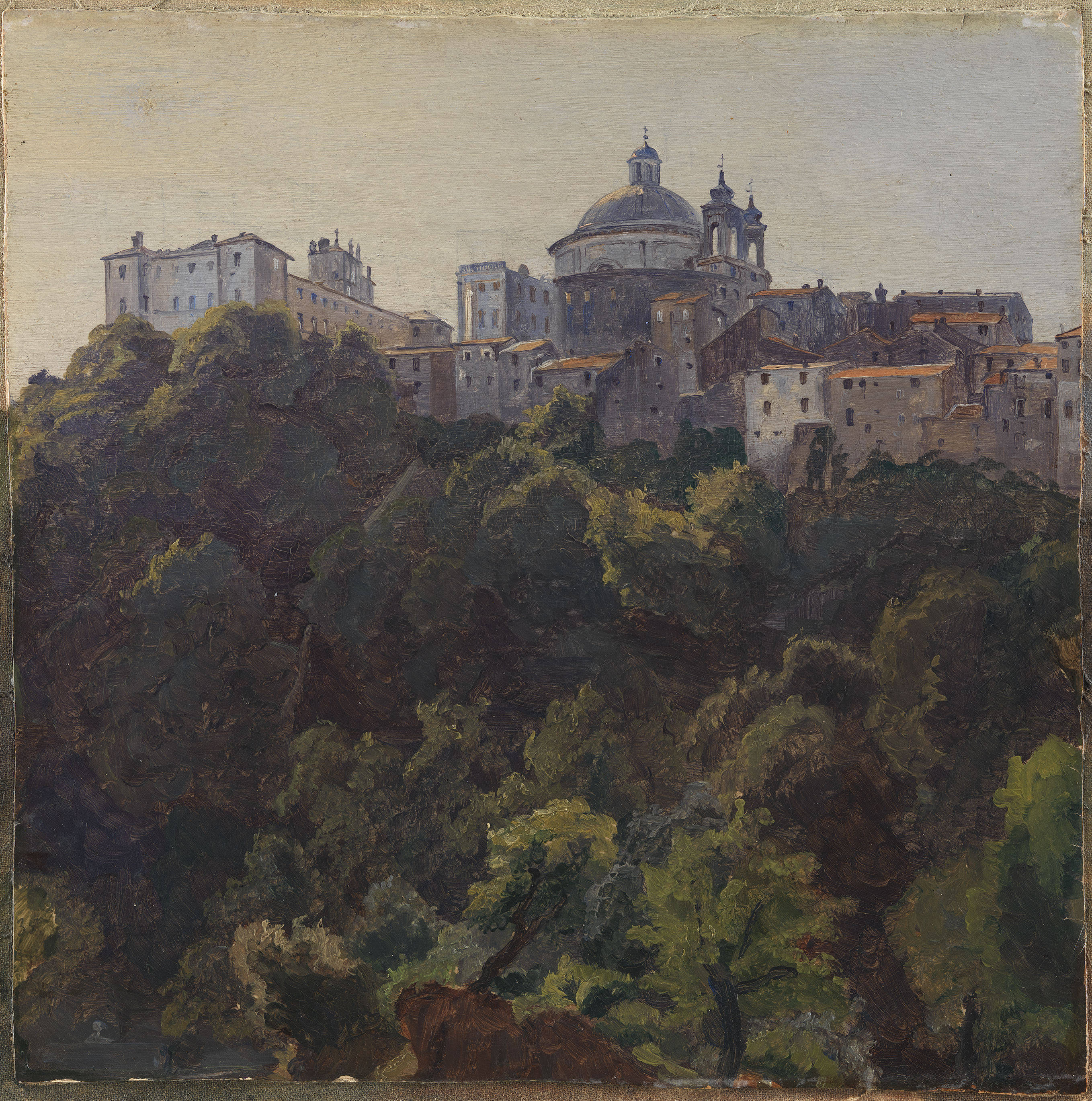
Utsikt mot Ariccia med Palazzo Chigi och Santa Maria dell'Assunzione (1843–1847), Statens Museum for Kunst.
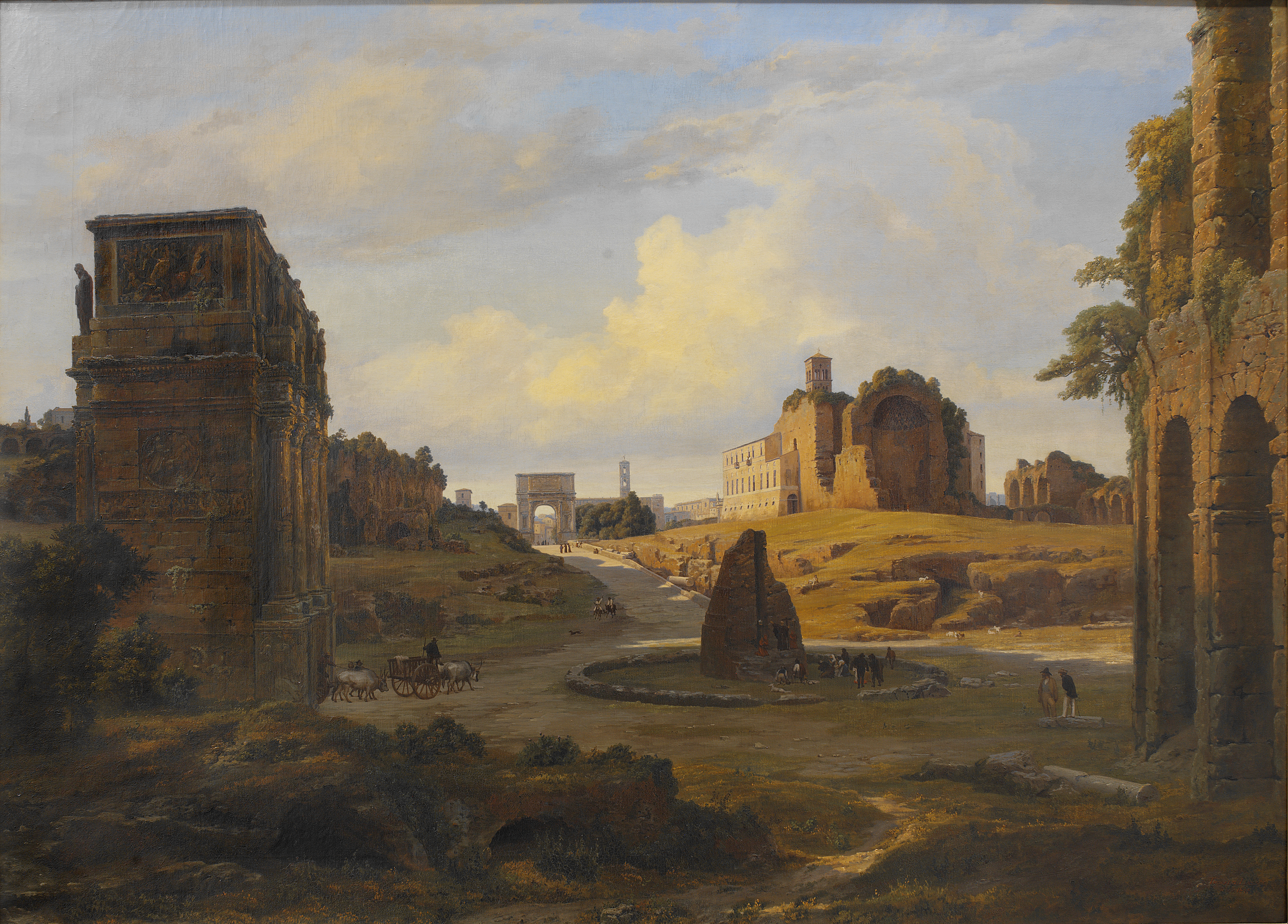
Utsikt från Colosseum mot Forum Romanum (1848), Nationalmuseum.
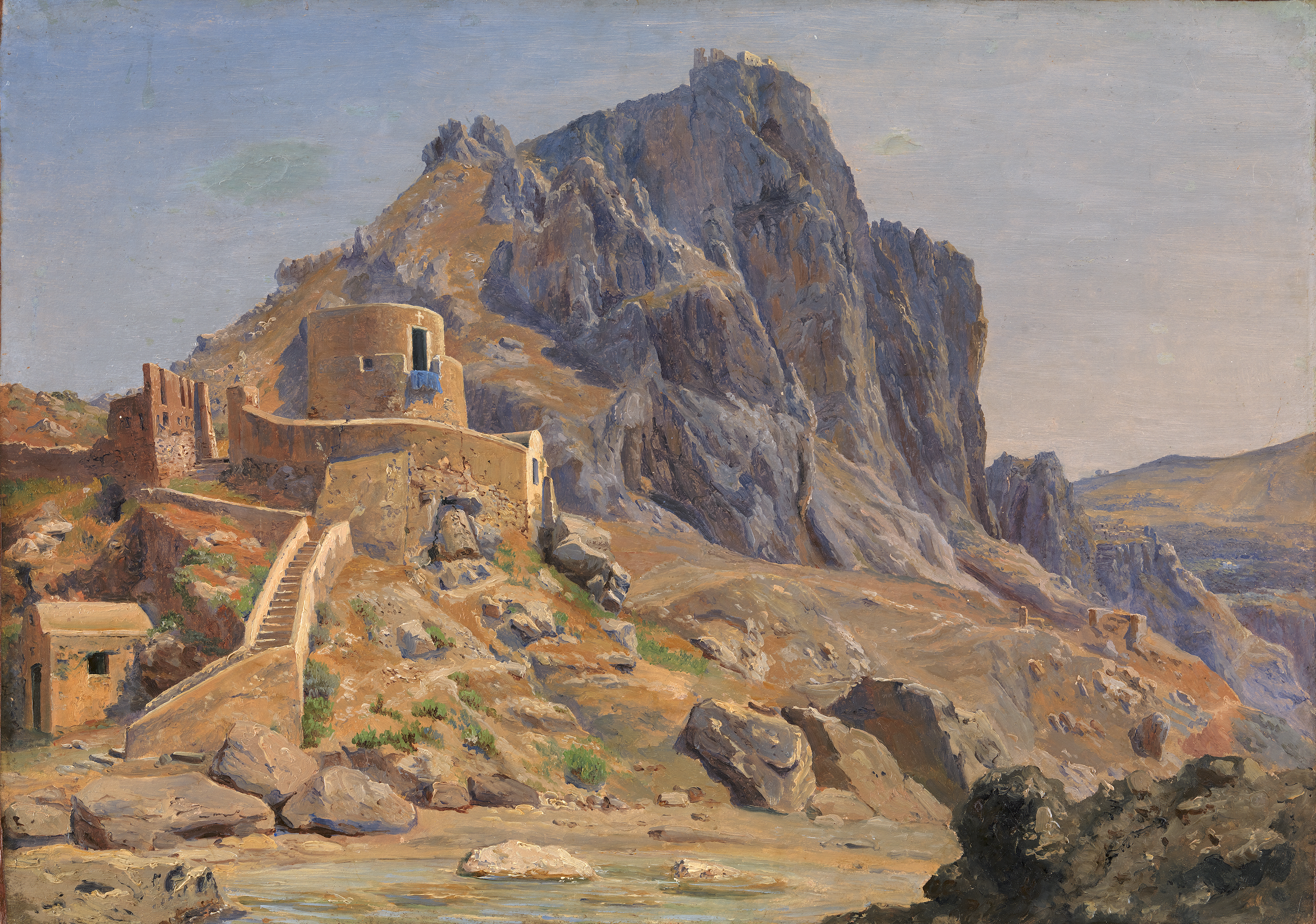
Utsikt över Marina Piccola på Capri. Morgonljus (1851), Statens Museum for Kunst.